# Gabriel Marin
Claudiu Gabriel Marin , romunski veslač, * 23. avgust 1972, Munteni.
Marin je za Romunijo nastopil na Poletnih olimpijskih igrah 1992 v Barceloni in na Poletnih olimpijskih igrah 1996 v Atlanti.
Na igrah v Barceloni je veslal v romunskem osmercu, ki je tam osvojil srebrno medaljo. V Atlanti je veslal v četvercu brez krmarja, ki je osvojil peto ter v osmercu, ki je zasedel sedmo mesto.